# 卡姆登诸圣堂

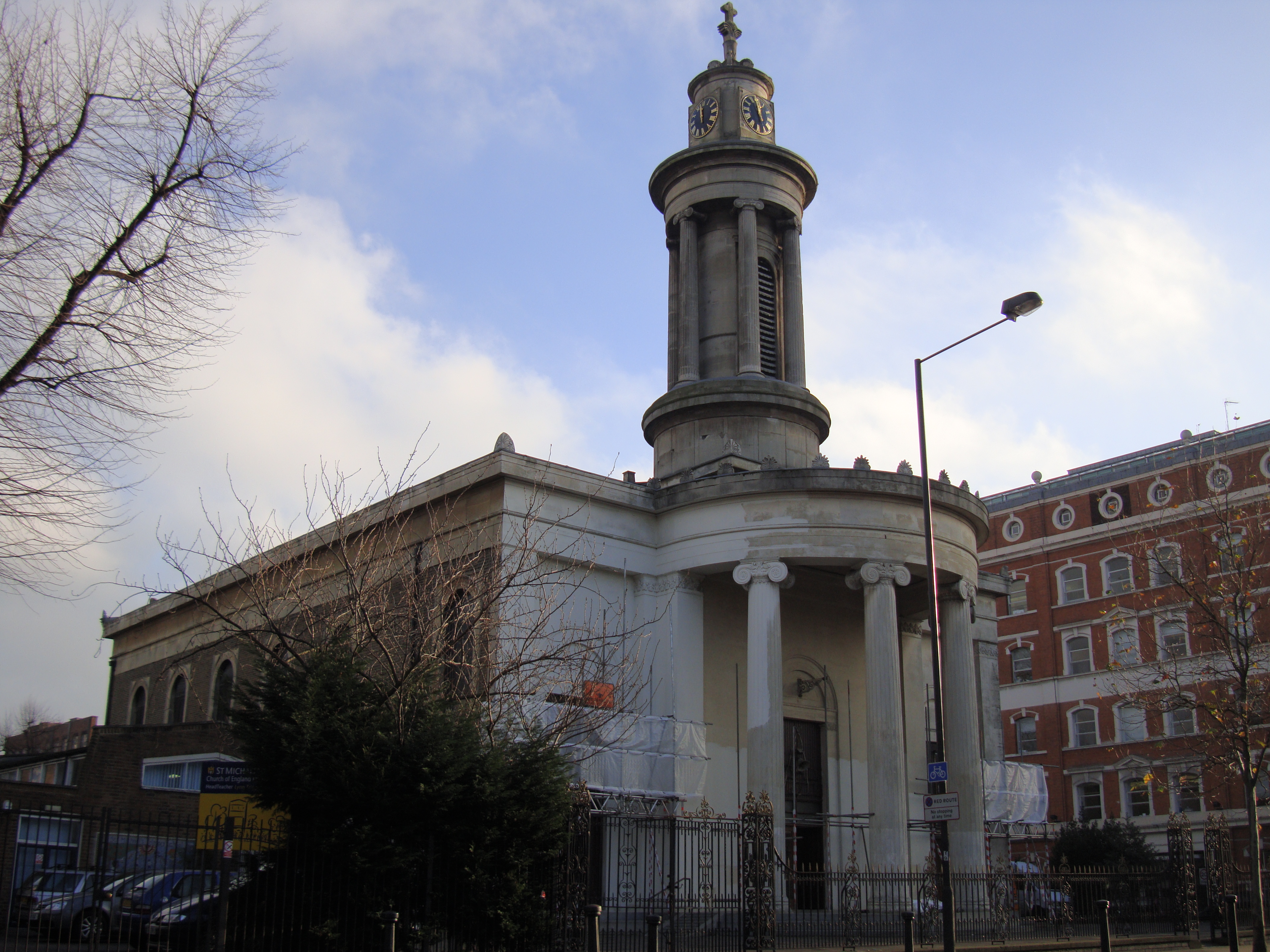

諸聖教堂（英語：All Saints）是位於英國英格蘭倫敦的一座教堂，修建於1822年至1824年期間。建設之初時是一座英格蘭教會的教堂，自1948年起成為希臘正教會的教堂。

## 外部連結
- Official website of the Greek Orthodox Cathedral of All Saints （页面存档备份，存于）

51°32′19.28″N 00°08′16.72″W / 51.5386889°N 0.1379778°W